# Mount Boë
Mount Boë (französisch Mont Boë und Mont Bo) ist ein 2520 m hoher Berg im ostantarktischen Königin-Maud-Land. Er ragt 1,5 km nordöstlich des Mount Victor in den Belgica Mountains auf.
Teilnehmer der Belgischen Antarktis-Expedition 1957/58 unter Gaston de Gerlache de Gomery (1919–2006) entdeckten ihn. Namensgeber ist der norwegische Kapitän Sigmund Bøe (1916–2006), der mit dem Schiff Polarharv die Expeditionsteilnehmer in ihr Zielgebiet brachte.